# Manzanera
Manzanera è un comune spagnolo di 464 abitanti situato nella comunità autonoma dell'Aragona.
In zona sono stati rinvenuti resti iberi e monete romane. La struttura urbanistica del paese è comunque di epoca musulmana. Manzanera fu riconquistata nel 1202 e di quell'epoca sono i resti delle mura che la cingevano. Del XVI secolo è invece la Iglesia del Salvador (Chiesa del Salvatore), in stile rinascimentale con influenze gotiche.